# Wild Boar
Michael Hitchman (Blaina, 12 ottobre 1989) è un wrestler gallese.

## Carriera

### Circuito indipendente (2002–2017)
Debuttando nel 2002, Hitchman ha lottato nei vari circuiti indipendenti del Regno Unito, Norvegia e Spagna.

### WWE (2018–2022)

#### NXT UK(2018–2022)
Hitchman, combattendo con il suo vero nome, ha combattuto il 19 giugno 2018 durante la seconda edizione dello United Kingdom Championship Tournament in un Dark match perdendo contro Ligero. Hitchman è poi tornato nella puntata di NXT UK del 24 ottobre perdendo nel rematch contro Ligero. Nella puntata di NXT UK del 21 novembre Hitchman è stato sconfitto dal connazionale Mark Andrews. Nella puntata di NXT UK del 26 dicembre Hitchman e Jason Melrose vennero sconfitti dai Grizzled Young Veterans (James Drake e Zack Gibson). Dopo aver combattuto diversi incontro con il suo vero nome, Hitchman ha poi cambiato nome in Wild Boar e, nel marzo del 2019, si è alleato con Primate formando gli Hunt, debuttando nella puntata di NXT UK del 20 marzo sconfiggendo i Pretty Deadly (Lewis Howley e Sam Stoker). Nella puntata di NXT UK del 12 novembre l'Hunt ha sconfitto Amir Jordan e Kenny Williams. Nella puntata di NXT UK del 3 dicembre l'Hunt ha sconfitto Flash Morgan Webster e Mark Andrews. Nella puntata di NXT UK del 17 dicembre l'Hunt ha affrontato il Gallus (Mark Coffey e Wolfgang) per l'NXT UK Tag Team Championship ma sono stati sconfitti.
Il 18 agosto 2022 Wild Boar venne licenziato dalla WWE.

## Personaggio

### Mosse finali
- Trapper Keeper (Package Piledriver)

### Manager
- Eddie Dennis

### Musiche d'ingresso
- Target Locked (WWE; 2019–2022; usata come membro dell'Hunt)

## Titoli e riconoscimenti
- ATTACK! Pro Wrestling
  - ATTACK! 24:7 Championship (5)
- Dragon Pro Wrestling
  - All Wales Championship (1)
  - Dragon Pro Tag Team Championship (1)
- Insane Championship Wrestling
  - ICW Tag Team Championship (1)
- Pro Evolution Wrestling
  - Pro Evolution Tag Team Championship (1)
- Pro Wrestling 4 U
  - PW4U World Championship (1)
- Pro Wrestling Chaos
  - King Of Chaos Championship (1)
- Scottish Wrestling Alliance
  - Scottish Junior Heavyweight Championship (1)